# I-32
I-32 — підводний човен Імперського флоту Японії, який взяв участь у Другій світовій війні.

## Початок історії корабля
І-32 спорудили на верфі ВМФ у Сасебо. Корабель відносився до типу B (він же клас I-15), представники якого мали великі розміри (їх надводна водотоннажність перевищувала підводний показник океанських підводних човнів США) та могли нести розвідувальний літак або, після переобладнання, мінісубмарину для диверсійних операцій.
Спорудження I-32 завершили у квітні 1942-го, а наприкінці травня його включили до 15-ї дивізії підводних човнів. У середині червня I-32 здійснив перехід з Куре до атола Трук (центральна частина Каролінських островів), на якому ще до війни створили потужну базу японського ВМФ.

## Перший похід
30 червня 1942-го човен вирушив для бойового патрулювання біля австралійського узбережжя. На шляху туди він провів рекогносцирування гавані Порт-Віла на новогебридському острові Ефате (9 липня) та Нової Каледонії (з 13 по 15 липня).
Подальший шлях човна пролягав навколо Австралії, при цьому 4 серпня 1942-го в районі за дві сотні миль на південний схід від мису Есперанс (південно-західне узбережжя континенту) I-32 перестрів транспорт Katoomba, який прямував із Фрімантлу до Аделаїди. Човен сплив та спробував наздогнати австралійське судно, проте тригодинна погоня виявилась невдалою (можливо відзначити, що Katoomba в підсумку пережило війну).
Обійшовши Австралію, І-32 28 серпня прибув до Пенангу на західному узбережжі півострова Малакка, де вже кілька місяців базувались японські підводні човни іншої ескадри. Після цього 6—18 вересня І-32 здійснив перехід до Труку.

## Другий похід
30 вересня 1942-го І-32 вирушив до Нової Каледонії із завданням провести рекогносцирування Нумеа за допомогою свого літака. Вже через три доби на човні виявили витік пального, що стало причиною повернення на Трук 6 жовтня.
Поламка потребувала ремонту в умовах верфі, тому 7—13 жовтня І-32 пройшов до Куре, де перебував аж до 4 грудня, після чого повернувся на Трук.

## Постачання Нової Гвінеї
14—17 грудня 1942-го І-32 пройшов до Рабаулу — головної передової бази на острові Нова Британія в архіпелазі Бісмарка, з якої здійснювались операції на Соломонових островах та сході Нової Гвінеї. Під час цього переходу 16 жовтня в морі Бісмарка І-32 виявив ворожу субмарину в надводному положенні та спробував наблизитись для атаки, проте ціль встигла вчасно зануритись.
На момент прибуття човна до Рабаулу японські війська на Новій Гвінеї в районі Буна-Гона перебували у важкому становищі, зокрема, через вплив союзників на їхні транспортні комунікації. Це змусило залучити до постачання підводні сили, тому І-32 виконав кілька рейсів до Буни, які тривали з 19 по 26 грудня 1942-го (доставлено 22 тонни продовольства та амуніції), з 27 по 31 грудня (човен не зміг виявити японських військ у районі устя річки Мамбаре та повернувся на базу з вантажем), з 7 по 11 січня 1943-го (цього разу вантаж все-таки доправили до устя Мамбаре, а у зворотний рейс прийняли 43 особи).
12 січня 1943-го І-32 вчетверте попрямував до Нової Гвінеї, 14 числа вивантажив 22 тонни продовольства та амуніції в усті Мамбаре, після чого вирушив напряму до Трука, куди і прибув 18 січня.

## Третій похід
24 січня 1943-го І-32 вийшов для патрулювання на південь від острова Гуадалканалу. В цей час японське командування готувалось до евакуації військ з цього острова та спрямувало для підтримки операції значну кількість підводних човнів.
Евакуація завершилась 9 лютого, а 22 лютого І-32 повернувся на Трук.

## Четвертий похід
25 березня 1943-го І-32 попрямував для дій проти ворожого судноплавства в районі архіпелагів Фіджі та Самоа. У цьому поході човен також не досягнув якихось здобутків та 1 червня повернувся на Трук.

## Рейс до Японії та на Нову Гвінею
3—10 червня 1943-го І-32 пройшов до Куре. 30 липня човен вирушив назад до району бойових дій 30 липня, мавши на буксирі одноразовий занурюваний транспортний контейнер Unkato (довжина 41 метр, міг вмістити до 377 тонн вантажу). У серпні човен досягнув Рабаулу.
5 вересня 1943-го І-32 вирушив з Рабаулу з контейнером Unkato на буксирі. В останньому були припаси для японського угруповання, заблокованого на Новій Гвінеї у Лае (в глибині затоки Хуон).

## П'ятий похід
По завершенні транспортної місії човен вирушив у похід до Коралового моря. 25 вересня 1943-го він спробував провести розвідку Нумеа, проте через несправність катапульти запуск літака не вдався. Далі І-32 перейшов до східного узбережжя Австралії, де 7 жовтня дав торпедний залп по конвою PG.72. Втім, жодна з торпед не уразила ціль.
Наприкінці жовтня човен дістав наказ рушити до Самоа для проведення перископного рекогносцирування Паго-Паго. Це завдання І-32 виконав 7 листопада, а через кілька днів на ньому виникли проблеми з двигуном і човен попрямував на базу.
24—27 листопада 1943-го І-32 перейшов на атол Кваджелейн (Маршаллові острови), який 4—5 грудня став ціллю потужного рейду американського авіаносного угруповання. Після цього 5 грудня І-32 полишив Кваджелейн та 8 грудня прибув на Трук.
14—20 грудня 1943-го човен прямував до Куре для проходження ремонту, який тривав до кінця зими.

## Шостий похід
Лише 28 лютого 1944-го І-32 зміг вийти до передової бази та досягнув Труку 8 березня. На той час розташована тут потужна база японського ВМФ уже втратила своє стратегічне значення (зокрема, внаслідок потужного рейду авіаносного угруповання 17—18 лютого 1944-го), проте ще й далі використовувалася для операцій підводних сил.
15 березня 1944-го І-32 вийшов з Труку для доставки вантажу гарнізону атола Вотьє (Маршаллові острови), який після січневої операції «Флінтлок» опинився у блокаді. По завершенні транспортної частини місії човен мав діяти на ворожих комунікаціях.
23 березня з І-32 надійшла остання радіограма, яка повідомляла про виявлення ворожого загону. Це повідомлення перехопили американці, які вислали для пошуку японської субмарини групу з двох есмінців, ескортного міноносця та мисливця за підводними човнами.
Вночі 25 березня за сотню кілометрів на південь від Вотьє ескортний міноносець «Менлов» встановив радарний контакт із ціллю в надводному положенні та вирушив на перехоплення. І-32 терміново занурився, проте невдовзі з ним встановили сонарний контакт. Після цього три кораблі американського загону скинули глибинні бомби, що й стало фатальним для І-32. Човен загинув разом з усім екіпажем.